# الاتجار بالبشر في الأرجنتين

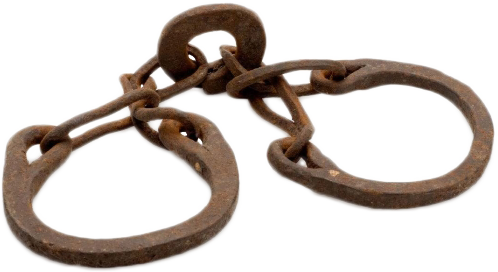
تظهر الصورة أصفادا يمكن استعمالها في عمليات الاتجار بالبشر

الاتجار بالبشر في الأرجنتين هو الاتجار غير المشروع بالأشخاص لأغراض الاستعباد الإنجابي أو الاستغلال الجنسي أو السخرة أو نزع الأعضاء أو أي شكل من أشكال العبودية الحديثة.
ويعد جريمة دولية ضد الإنسانية وتنتهك حقوق الإنسان. تعتبر شكلاً حديثًا من أشكال العبودية. وتحتل المرتبة الثالثة عالميا في جرائم الجنايات بعد تهريب السلاح والمخدرات. تمثل تداول أكثر من 32 مليار دولار في جميع أنحاء العالم. وقع على بروتوكول دولي للأمم المتحدة لمكافحة الاتجار بالبشر من قبل 117 دولة مختلفة، من بينها الأرجنتين. تُلزم هذه المعاهدة الدول الأطراف فيها بمنع ومكافحة الاتجار بالبشر ومساعدة ضحاياه وحمايتهم. كما تشجع الدول على التعاون فيما بينها لتحقيق هذه الأهداف.
يعاقب القانون على هذه الجريمة في الأرجنتين. هناك العديد من القوانين التي تغطي هذه المشكلة، ولكن الجريمة مستمرة. كان التطور القانوني المهم في هذا المجال هو سن القانون رقم 26.364، الذي يحاول تحقيق ما يسعى إليه هذا البروتوكول الدولي وينص على عقوبات بالسجن من 3 إلى 15 عامًا.
مع أنها جناية خطيرة، فإنه لا توجد في الأرجنتين إحصاءات رسمية عن هذه الجريمة، ما عدا القضايا المُلاحقة قضائيًا. ولكن من المعروف أن البلد مصدر ونقطة عبور ووجهة للاتجار بالبشر. من وسائل الحكومة لمنع الاتجار بالبشر، الأمر الذي أصدرته الحكومة في يوليو 2011 والذي يحظر نشر إعلانات صريحة للتحريض الجنسي في الصحف. 
أظهرت دراسة من عام 2012 أن الاتجار لأغراض الاستغلال الجنسي يتغير للتهرب من القانون، حيث يُسمح للنساء المستغلات بالاحتفاظ بوثائق هوياتهن أو يُسمح لهن بمغادرة مكان الاستغلال، لجعل إثبات الاتجار بهن أكثر صعوبة.
وضع مكتب رصد ومكافحة الاتجار بالأشخاص في وزارة الخارجية الأمريكية، الأرجنتين في «المستوى 1» في عام 2018.

## العناصر الأساسية للاتجار بالبشر
1. «التجنيد»؛ يمكن أن يكون هذا عن طريق الخداع أو بالقوة، ويشمل «المُجَند».
2. «عملية النقل»؛ خلال عملية النقل إلى موقع الاستغلال تتعرض الضحية للإكراه. قد تكون عملية النقل بين المناطق أو البلدان الأخرى. يتواطأ في هذه العملية الناقلون والمسؤولون الفاسدون والوسطاء في الاتجار.
3. «عملية التشغيل»؛ هنا تتعرض الضحية للاستغلال من قبل القواد أو المُشغِل، الذي يأخذ حقًا غير قانوني تمامًا في ملكية الضحية.[8]

## التشريعات الاتحادية
هناك العديد من القوانين التي تتناول موضوع الاتجار؛ تاريخياً، كان قانون «قانون بالاسيوس «Ley Palacios لعام 1913 هو أول قانون لحماية ضحايا الاستغلال الجنسي والعبودية، فضلاً عن معاقبة المسؤولين عن هذه الجرائم. كان هذا التشريع الأول في القارة الأمريكية بأكملها ودلَّ على تقدم كبير في حقوق الإنسان في البلاد. واليوم العالمي لمكافحة الاتجار بالبشر هو إحياء لذكرى سن هذا القانون.
أصدرت الأرجنتين، بصفتها دولة موقعة على بروتوكول الأمم المتحدة لمنع وقمع ومعاقبة الاتجار بالأشخاص، لا سيما النساء والأطفال، في 29 أبريل / نيسان 2008 القانون 26.364 لمنع الاتجار بالأشخاص والمعاقبة عليه ومساعدة ضحاياه. وفق ما يمليه البروتوكول الدولي فإنه يؤكد على رعاية حقوق الضحايا والتفريق بين البالغين والقصر. وهو يتماشى مع فقرات البروتوكول الدولي وتركز على مساعدة وحقوق الضحايا وتمييزهم بين البالغين والقصر. 

## الضحايا
يولد الاتجار بالبشر ضحايا يعيشون في معظم الحالات في ظروف غير إنسانية؛ أن تكون ضحيةً للاتجار، فهذا يعني الرق، حيث يكتسب المُتجِر حق ملكية غير قانوني تمامًا على الضحية أو يخفضها إلى مستوى العبودية بعقود مؤقتة بغرض الاستغلال الاقتصادي. في الأرجنتين، أكثر ضحايا العمل القسري شيوعًا في المصانع المستغلة للعمال تحت الأرض هم المنسوجات أو عمال المزارع وفي حالات أخرى عمال المنازل. أما بالنسبة للاستغلال الجنسي الذي يؤثر بصورة أساسية على النساء والمراهقين والأطفال، فإنهم يتواجدون في الغالب في بيوت الدعارة في البلاد.

### العمالة القسرية
يشمل العمل القسري مجموعة متنوعة من الحرف، لكن القطاعات الأكثر تضرراً هي العمالة الريفية وصناعة النسيج.

#### صناعة المنسوجات
وفقًا للمعهد الوطني للإحصاء والتعداد (INDEC - Instituto Nacional de Estadística y Censos)، فإن العمالة غير المسجلة في الملابس تقترب من 75٪. العدد الأكبر من هؤلاء العمال هم من السود، مما يشجع على انتشار العمل القسري. وفقًا لغوستافو فيرا، رئيس تعاونية لا ألاميدا (التي تمثل عمال النسيج وتدافع عنهم)، «نعلم أن هناك حوالي 3000 ورشة عمل مستغلة للعمال تحت الأرض في العاصمة الفيدرالية» ويضيف «هناك أيضًا حوالي 15000 ورشة عمل مستغلة للعمال تحت الأرض في الطبقة الأولى من ضواحي بوينس آيرس وعدة آلاف أخرى في بوينس آيرس الكبرى وروزاريو وميندوزا وقرطبة. وتشمل ورش العمل هذه حوالي 200000 شخص تم تحويلهم إلى العمل الجبري أو السخرة، وهو نفس العمل الجبري ولكنه أسوأ، لأن صاحب العمل يتحكم في إرادة العمال 24 ساعة في اليوم».
وفقًا لمكتب شؤون العمل الدولي، صُنفت الأرجنتين من بين 74 دولة لا يزال فيها عمالة الأطفال والعمل القسري يمارس حتى اليوم. قائمة المكتب للبضائع التي ينتجها عمالة الأطفال أو العمل القسري تذكر «الملابس» كواحده من 11 منتجًا آخر في الأرجنتين. علاوة على ذلك، في أحد تقاريرها عن أسوأ أشكال عمل الأطفال، ذكرت وزارة العمل الأمريكية أن «الأرجنتين لم تعتمد قائمة بالمهن الخطرة المحظورة على الأطفال، ويبدو أنها تفتقر إلى البرامج التي تستهدف الأطفال العاملين في جميع المجالات ذات الصلة. القطاعات».